# Deutsche Fechtmeisterschaften 1939
In den Deutschen Fechtmeisterschaften 1939 wurden Einzelwettbewerbe im Herrenflorett, Herrendegen und Herrensäbel ausgetragen. Bei den Damen gab es nur einen Wettbewerb im Florett. Austragungsort war Wuppertal. Mannschaftsmeisterschaften gab es in diesem Jahr keine. Mannschaftsmeisterschaften gab es in diesem Jahr keine.

## Herren

### Florett (Einzel)
Bei den Florettmeisterschaften gewann Richard Liebscher von der Sportgemeinschaft der SS in Berlin vor Julius Eisenecker. August Heim musste aufgrund einer Knieverletzung aufgeben.
| Platz | Sportler          | Verein              |
| ----- | ----------------- | ------------------- |
| 1     | Richard Liebscher | SG SS Berlin        |
| 2     | Julius Eisenecker | Hermannia Frankfurt |
| 3     | Josef Losert      | SG SS Wien          |

Weitere Platzierungen: 4. Hervarth Frass von Friedenfeldt 5. Otto Adam,  6. August Heim, 7. Jaromir Bergan, 8. Glöckner, 9. Schön

### Degen (Einzel)
Mit dem Degen siegte Siegfried Lerdon vom FC Hermannia Frankfurt vor dem Sudetendeutschen Fechter Wenzel Rais aus Oberleutensdorf und Konrad Miersch von der SS-Sportgemeinschaft Berlin.
| Platz | Sportler         | Verein              |
| ----- | ---------------- | ------------------- |
| 1     | Siegfried Lerdon | Hermannia Frankfurt |
| 2     | Wenzel Rais      | Oberleutensdorf     |
| 3     | Konrad Miersch   | SG SS Berlin        |

Weitere Platzierungen: 4. Kurt Haug (Stuttgart) 5. Bayer (Breslau)

### Säbel (Einzel)
In Abwesenheit des verletzten Vorjahressiegers August Heim gewann im Säbelfechten Julius Eisenecker vor Loisl und Wahl.
| Platz | Sportler          | Verein              |
| ----- | ----------------- | ------------------- |
| 1     | Julius Eisenecker | Hermannia Frankfurt |
| 2     | Loisl             | Nürnberg            |
| 3     | Rudolf Wahl       | Hermannia Frankfurt |

## Damen

### Florett (Einzel)
Im Damenflorett siegte Hedwig Haß vor der Olympiasiegerin von 1932, Ellen Preis.
| Platz | Sportler     | Verein              |
| ----- | ------------ | ------------------- |
| 1     | Hedwig Haß   | Fechtclub Offenbach |
| 2     | Ellen Preis  | Wien                |
| 3     | Lilo Deutzer | TV Offenbach        |

Weitere Platzierungen: 4. Leni Oslob 5. Brigitte Schöne,  6. Trude Jacob, 7. Schäfer